# Rattenberg (Autriche)
Pour les articles homonymes, voir Rattenberg.
Rattenberg est une commune autrichienne du district de Kufstein dans le Tyrol.